# Agata Nizińska
Agata Nizińska (ur. 24 sierpnia 1985 w Warszawie) – polska piosenkarka oraz aktorka filmowa i kabaretowa.

## Życiorys
Ma włoskie, ormiańskie i tatarskie korzenie. Jest wnuczką aktora Wojciecha Pokory, a jej ojciec był muzykiem. Studiowała europeistykę, ale zrezygnowała ze studiów po drugim roku nauki. Jest absolwentką Wyższej Szkoły Komunikowania i Mediów Społecznych im. J. Giedroycia w Warszawie.
Karierę w branży artystycznej zaczynała od gry w etiudach studenckich i sztukach teatralnych. Występowała w kabaretach, takich jak np. Kabaret Menażeria (2005–2010), Kabaret Moralnego Niepokoju, Kabaret Członek Polski, Kabaret Ad Hoc czy Kabaret TAK. Na ekranie zadebiutowała w 2007 epizodyczną rolą w filmie Wywiad. W 2011 zagrała Alicję w horrorze Wataha w reżyserii Wiktora Kiełczykowskiego. W 2012 prowadziła także cykl kulturalny Okiem Agaty w programie Pytanie na śniadanie. W kolejnych latach zagrała epizodyczne role w serialach: Wszystko przed nami (2012), To nie koniec świata (2013) i Na Wspólnej (2017).
W 2013 rozpoczęła karierę muzyczną, nagrywając utwór „I Won’t Cry” wraz z zespołem Bloom. Jest założycielką i wokalistką zespołu Madame Pik, który promowany był w mediach coverem przeboju zespołu The Beatles „With a Little Help from My Friends”. Solowo, w 2017 z piosenką „Reason” zajęła piąte miejsce w finale krajowych eliminacji do 62. Konkursu Piosenki Eurowizji. W tym samym roku zapowiedziała wydanie swojej debiutanckiej płyty. 14 marca 2018 zagrała premierowy koncert związany z premierą albumu pt. NiePokorna, którego premiera odbyła się dwa dni później. Płytę promowała utworem „Dobro Zło”, z którym bez powodzenia zgłosiła się do krajowych eliminacji do 63. Konkursu Piosenki Eurowizji. Do piosenki nagrała teledysk. W 2019 uczestniczyła w czwartej edycji reality show Agent – Gwiazdy oraz zagrała epizod w filmie Patryka Vegi Kobiety mafii 2. Od 2021 jest prezenterką stacji telewizyjnej Music Box Polska, gdzie prowadzi listę przebojów The Official Polish Top 40.

## Dyskografia
Albumy studyjne
| Rok  | Dane dot. albumu                                                                        |
| ---- | --------------------------------------------------------------------------------------- |
| 2018 | niePokorna - Wydany: 16 marca 2018 - Wytwórnia: My Music - Format: CD, digital download |

Single
| Rok  | Tytuł       | Album      |
| ---- | ----------- | ---------- |
| 2017 | „Reason”    | niePokorna |
| 2018 | „Dobro Zło” | niePokorna |

## Filmografia
- 2007: Wywiad jako pielęgniarka
- 2008: Człowiek we mgle – preludium jako kobieta w czerni
- 2011: Wataha jako Alicja
- 2012: Wszystko przed nami jako Marina (odc. 3–5, 56–61)
- 2013: To nie koniec świata jako Natasza (odc. 1, 11–12)
- 2017: Na Wspólnej jako Wiwi (odc. 2528)